# Curtis Gonzales
Curtis Gonzales (Santa Cruz, 26 gennaio 1989) è un calciatore trinidadiano, difensore del Defence Force.

## Carriera

### Club
Ha sempre giocato nel campionato trinidadiano.

### Nazionale
Ha esordito in Nazionale nel 2012.